# Saint-Thomas (Alto Garona)
Saint-Thomas es una comuna (municipio) de Francia, en la región de Mediodía-Pirineos, departamento de Alto Garona, en el distrito de Muret y cantón de Saint-Lys.
Su población en el censo de 1999 era de 472 habitantes.
Está integrada en la Communauté de communes Coteaux du Saves et de l'Aussonnelle.

## Demografía
| 211 | 227 | 267 | 287 | 362 | 472 |
| Para los censos de 1962 a 1999 la población legal corresponde a la población sin duplicidades (Fuente: INSEE [Consultar]) |     |     |     |     |     |